# Heinz Faust
Heinz Faust war ein deutscher Schwimmer. Am 5. Dezember 1926 stellte der Göppinger vom SV Göppingen in Straßburg mit 1:15,6 Minuten einen Weltrekord im 100-m-Brustschwimmen auf. Damit unterbot er die bis dahin von Erich Rademacher gehaltene Weltrekordzeit um 0,3 Sekunden. Der Kanadier Walter Spence verbesserte den Weltrekord am 28. Oktober 1927 auf 1:14,0 Minuten.

## Nachweise
1. ↑  Heinz Faust holt Weltrekord (Memento des Originals vom 21. Januar 2016 im Internet Archive)  Info: Der Archivlink wurde automatisch eingesetzt und noch nicht geprüft. Bitte prüfe Original- und Archivlink gemäß Anleitung und entferne dann diesen Hinweis., Bericht des SV Göppingen vom 20. Februar 2004

| Personendaten    | Personendaten       |
| ---------------- | ------------------- |
| NAME             | Faust, Heinz        |
| KURZBESCHREIBUNG | deutscher Schwimmer |
| GEBURTSDATUM     | vor 1926            |